# Virtuelni asistent
Virtuelni asistent (VA) je softverski agent koji može da obavlja niz zadataka ili usluga za korisnika na osnovu korisničkog unosa kao što su komande ili pitanja, uključujući i verbalnu interakciju. Takve tehnologije često uključuju mogućnosti čatbota za simulaciju ljudskog razgovora, kao što je onlajn ćaskanje, kako bi se olakšala interakcija sa korisnicima. Interakcija može biti putem teksta, grafičkog interfejsa ili glasa - pošto su neki virtuelni asistenti u stanju da tumače ljudski govor i reaguju putem sintetizovanih glasova.
U mnogim slučajevima korisnici mogu da postavljaju pitanja svojim virtuelnim pomoćnicima, kontrolišu uređaje za kućnu automatizaciju i reprodukciju medija i upravljaju drugim osnovnim zadacima kao što su e-pošta, liste obaveza i kalendari – sve uz pomoć verbalnih komandi. Poslednjih godina, istaknuti virtuelni asistenti za direktnu upotrebu potrošača su uključivali Eplov Siri, Amazonovu Aleksu, Guglovog asistenta i Samsungovog Biksbija. Takođe, kompanije u različitim industrijama često uključuju neku vrstu tehnologije virtuelnog pomoćnika u svoje korisničke usluge ili podršku.
Nedavno je pojava čatbotova zasnovanih na veštačkoj inteligenciji, kao što je ChatGPT, donela povećanu sposobnost i interesovanje za polje proizvoda i usluga virtuelnih asistenanta.